# Матте Сметс
Ма́тте Сметс (нід. Matte Smets; нар. 4 січня 2004, Білзен) — бельгійський футболіст, захисник клубу «Генк» і збірної Бельгії.

## Клубна кар'єра

### «Сінт-Трейден»
Футбольну кар'єру почав в академії клубу «Білзерс Волтвілдер». 2010 року перейшов в академію «Генка», де потім упродовж 8 років продовжував виступати на юнацькому та молодіжному рівні.
2018 року перейшов у «Сінт-Трейден», де продовжив виступати в молодіжній команді. 27 травня 2022 року підписав з клубом свій перший професіональний контракт. З липня 2022 року почав викликатися до першої команди «Сінт-Трейдена». 7 жовтня 2022 року дебютував за основний склад клубу в матчі Ліги Жупіле проти «Антверпена», вийшовши на заміну Сіндзі Окадзакі. Всього в своєму дебютному сезоні провів 16 матчів за «Сінт-Трейден», ставши гравцем основного складу.
6 липня 2023 року продовжив контракт з «Сінт-Трейденом» до 2026 року. Під керівницвтом нового тренера «Сінт-Трейдена» Торстена Фінка провів усі 42 поєдинки в сезоні 2023–24, ставши єдиним гравцем свої команди, що не пропустив жодної хвилини.

### «Генк»
22 червня 2024 року перейшов в «Генк», підписавши чотирирічний контракт. Послідував за тренером Фінком, який також влітку 2024 року очолив «Генк», а сума трансферу становила близько 2,2 млн євро. Дебютував за «Генк» 28 липня 2024 року в матчі Про-ліги проти льєзького «Стандарда», вийшовши в стартовому складі.

## Кар'єра в збірній
Виступав за збірні Бельгії до 20 і до 21 року.
4 жовтня 2024 року вперше викликаний до збірної Бельгії головним тренером Доменіко Тедеско для участі в матчах Ліги націй УЄФА проти збірних Італії та Франції, втім в цих зустрічах на поле не виходив. 17 листопада того ж року в поєдинку проти збірної Ізраїлю дебютував за збірну Бельгії, вийшовши на заміну Зено Дебасту.

## Статистика виступів

### Клубна статистика
Станом на 15 серпня 2025
| Клуб              | Сезон             | Чемпіонат         | Чемпіонат | Чемпіонат | Кубок | Кубок | Єврокубки | Єврокубки | Інші  | Інші | Всього | Всього |
| Клуб              | Сезон             | Дивізіон          | Матчі     | Голи      | Матчі | Голи  | Матчі     | Голи      | Матчі | Голи | Матчі  | Голи   |
| ----------------- | ----------------- | ----------------- | --------- | --------- | ----- | ----- | --------- | --------- | ----- | ---- | ------ | ------ |
| Сінт-Трейден      | 2022–23           | Про-ліга          | 14        | 0         | 2     | 0     | —         | —         | —     | —    | 16     | 0      |
| Сінт-Трейден      | 2023–24           | Про-ліга          | 40        | 0         | 2     | 0     | —         | —         | —     | —    | 42     | 0      |
| Сінт-Трейден      | Всього            | Всього            | 54        | 0         | 4     | 0     | 0         | 0         | 0     | 0    | 58     | 0      |
| Генк              | 2024–25           | Про-ліга          | 38        | 0         | 5     | 0     | 0         | 0         | 0     | 0    | 43     | 0      |
| Генк              | 2025–26           | Про-ліга          | 4         | 0         | 0     | 0     | —         | —         | —     | —    | 4      | 0      |
| Генк              | Всього            | Всього            | 42        | 0         | 5     | 0     | 0         | 0         | 0     | 0    | 47     | 0      |
| Всього за кар'єру | Всього за кар'єру | Всього за кар'єру | 96        | 0         | 9     | 0     | 0         | 0         | 0     | 0    | 105    | 0      |

### Міжнародна статистика
Станом на 17 листопада 2024 
| Збірна            | Сезон             | Товариські | Товариські | Офіційні | Офіційні | Всього | Всього |
| Збірна            | Сезон             | Матчі      | Голи       | Матчі    | Голи     | Матчі  | Голи   |
| ----------------- | ----------------- | ---------- | ---------- | -------- | -------- | ------ | ------ |
| Бельгія           |                   |            |            |          |          |        |        |
| 2024              | 0                 | 0          | 1          | 0        | 1        | 0      |        |
| Всього за кар'єру | Всього за кар'єру | 0          | 0          | 1        | 0        | 1      | 0      |

### Матчі за збірну
Станом на 17 листопада 2024 
| Матчі Матте Сметса за збірну Бельгії | Матчі Матте Сметса за збірну Бельгії | Матчі Матте Сметса за збірну Бельгії | Матчі Матте Сметса за збірну Бельгії | Матчі Матте Сметса за збірну Бельгії | Матчі Матте Сметса за збірну Бельгії | Матчі Матте Сметса за збірну Бельгії | Матчі Матте Сметса за збірну Бельгії |
| №                                    | Дата                                 | Суперник                             | Рахунок                              | Голи                                 | Картки                               | Хвилини                              | Змагання                             |
| ------------------------------------ | ------------------------------------ | ------------------------------------ | ------------------------------------ | ------------------------------------ | ------------------------------------ | ------------------------------------ | ------------------------------------ |
| 1                                    | 17 листопада 2024                    | Ізраїль                              | 0–1                                  |                                      |                                      | 45'                                  | Ліга націй УЄФА 2024–25 (А)          |

Всього: 1 матч / 0 голів; 0 перемог, 0 нічиїх, 1 поразка.